# Gluviopsona nova
Gluviopsona nova är en spindeldjursart som beskrevs av Frank Archibald Sinclair Turk 1960. Gluviopsona nova ingår i släktet Gluviopsona och familjen Daesiidae. Inga underarter finns listade i Catalogue of Life.